# 國立內埔高級農工職業學校
國立內埔高級農工職業學校，（英語：National Nei-Pu Senior Agricultural-Industrial Vocational High School，簡稱：內埔農工），是一所位於中華民國臺灣省屏東縣的國立高級農工職業學校。現任校長為周敦懿。
1934年創校，最初校名為「高雄州埔羌山地農業講習所」，1961年改名為「屏東縣立屏山地農業職業學校」。

## 外部連結
- 官方网站 （繁體中文）